# Radoslav Gerba
Radoslav (Rajmund) Gerba  (Ogulin, 1. svibnja 1849. – Opatija, 18. ožujka 1918.) bio je hrvatski general austro-ugarske vojske, zapovjednik zagrebačkog XIII. korpusa i Kraljevskog hrvatskog domobranstva.

## Životopis
Nakon pohađanja pukovnijske vojno-inženjerske škole 1868. raspoređen je kao natporučnik u 71. pješačku pukovniju te je služio pri glavnom stožeru pukovnije. 1878. s pukovnijom sudjeluje u zaposjedanju Bosne i Hercegovine te je otada služio u raznim glavnim stožerima. Od 1885. do 1889. služio je u odjelu za ratnu povijest Carske Akademije u Beču. 1893. postaje zapovjednik 97. pješačke pukovnije. Od 1903. do 1907. bio je zapovjednik VII. domobranskog okružja u Zagrebu, a 1907. preuzima dužnost zapovjednika XIII. zagrebačkog korpusa.
Protivio se protuzakonitom uvođenju mađarskog na željeznice u Hrvatskoj te ga je u pismu ministru rata, generalu Franzu von Schönaichu, nazvao "mačem u srce". 1. svibnja 1909. dobio je čin generala pješaštva. 1913. postao je pravi tajni savjetnik – imenovan je članom Geheimer Rat (tajnog dvorskog vijeća). Iste je godine dobio počasni naziv "Inhaber" 78. osječke pješačke pukovnije (doslovni prijevod vlasnik), što je u habsburškoj vojnoj tradiciji označavalo posebnu počast vojnom zapovjedniku ili aristokratu.

## Književni rad
Knjige o Ratu za poljsku baštinu 1773. – 1775. i borbi austrijskih postrojbi na Korzici i Siciliji su za njegovog života prevedene na talijanski. 2006. i 2008. digitaliziralo ih je Harvardovo sveučilište.